# 永兴郡 (北周)
永兴郡，中国南北朝北周时设置的郡。
周武帝改晋昌郡置永兴郡，属瓜州。治所在会稽县（今甘肃玉门市西北赤金镇稍东）。合并会稽县、新乡县、延兴县为会稽县。辖境相当今甘肃省玉门市地。隋文帝开皇三年（583年）废永兴郡，会稽县直属瓜州。开皇十年（590年）改会稽县为玉门县。